# 9-та дивізія крейсерів (Імперський флот)
9-та дивізія крейсерів (Імперський флот) — підрозділ Імперського флоту Японії, кораблі якого взяли участь у Другій світовій війні.

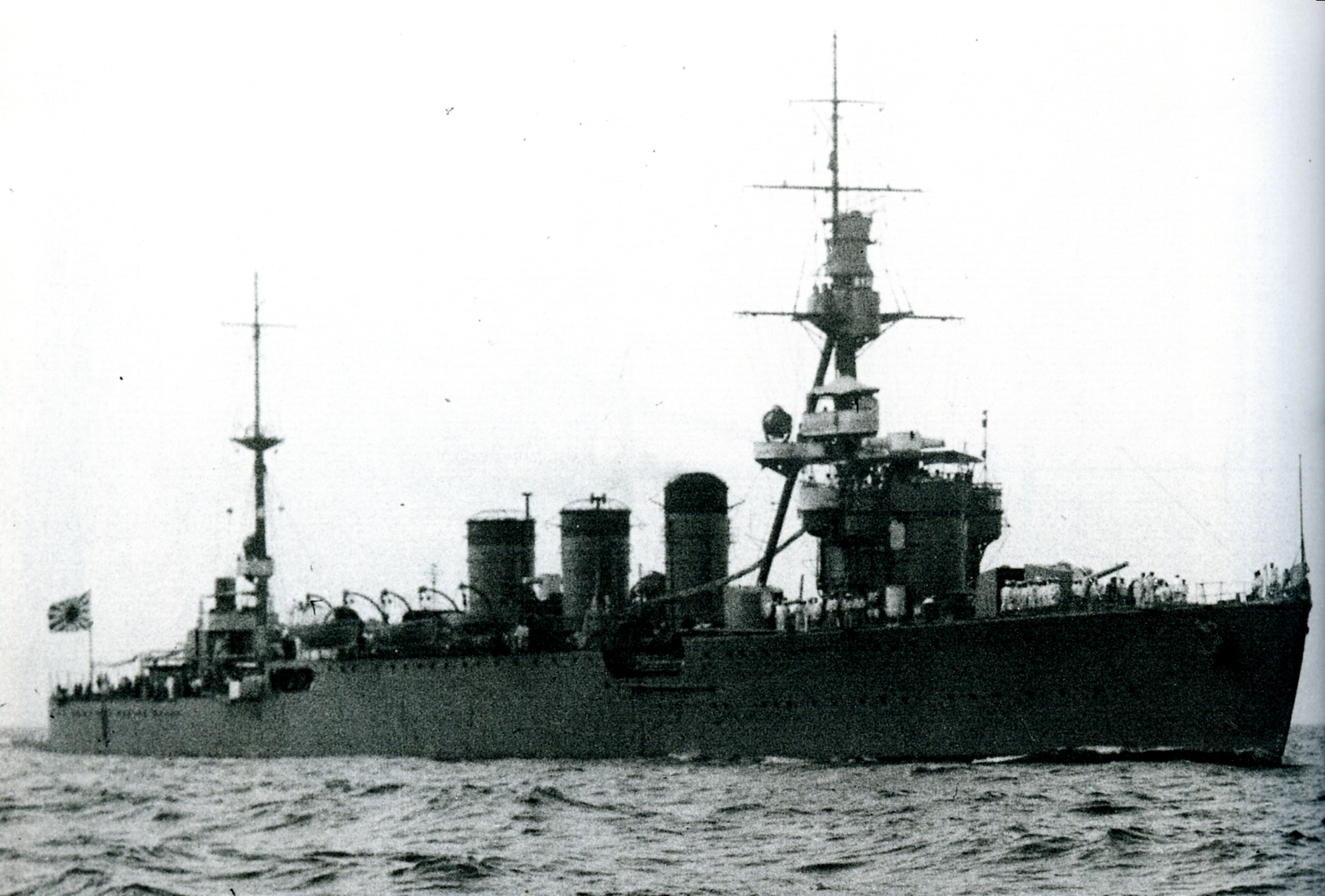
Крейсер «Кітакамі»

Станом на момент вступу Японії у Другу світову до дивізії входили два легкі крейсери типу «Кума» — «Кітакамі» та «Оі». Втім, у 1941-му вони пройшли серйозну модернізацію та були перетворені на крейсери із підсиленим торпедним озброєнням. Кожен корабель отримав 10 чотиритрубних 610-мм торпедних апаратів та міг дати з кожного борту 20-торпедний залп. 9-та дивізія підпорядковувалась безпосередньо командуванню Об'єднаного флоту.
7 грудня 1941-го, напередодні атаки на Перл-Гарбор, «Кітакамі» та «Оі» полишили Внутрішнє Японське море і разом з 10 есмінцями розпочали супровід загону, який включав 6 лінкорів та легкий авіаносець. З'єднання попрямувало до островів Огасавара, де кілька діб очікувало, чи не виникне потреба втрутитись у ситуацію для допомоги ударному авіаносному з'єднанню. 13 грудня кораблі повернулись на базу.
Протягом наступних п'яти місяців кораблі 9-ї дивізії продовжували нести службу у водах Японії, хоча й здійснили по одному рейсу з ескортними цілями за межі архіпелагу до Мако (важлива база ВМФ на Пескадорських островах у південній частині Тайванської протоки) — «Кітакамі» 16—22 січня 1942-го супроводив сюди транспорти з Куре, а «Оі» 21—26 січня супроводжував транспорти з Муцуре.
29 травня 1942-го 9-та дивізія вийшла в море в межах Мідвейсько-Алеутської операції, при цьому первісно вона супроводжувала головні сили адмірала Ямамото. Втім, вранці 4 червня «Кітакамі» та «Оі» розпочали супровід 2 лінкорів, які попрямували для підсилення загону адмірала Такасу Сіро, що прикривав вторгнення на Алеути. 17 червня цей загін повернувся до Японії.

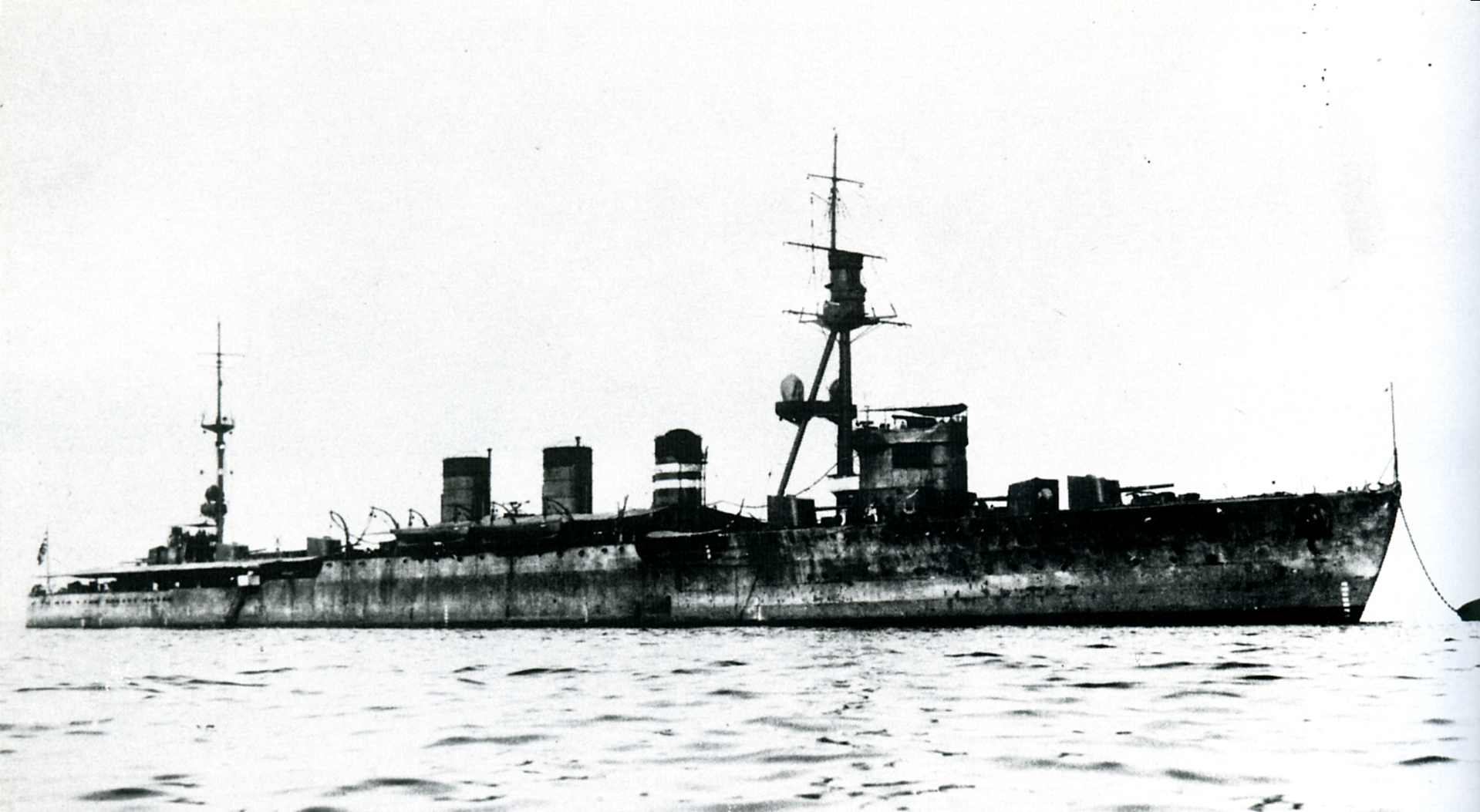
Крейсер «Оі»

До початку вересня обидва кораблі дивізії пройшли модернізацію з наданням функції швидкісного транспорту. З них зняли по чотири торпедні апарати та додали десантні баржі «Дайхацу».
Невдовзі «Кітакамі» та «Оі» залучили до доставки підкріплень в Океанію, де вже більше місяця тривала битва за Гуадалканал. 12 вересня 1942-го вони вийшли з Йокосуки з бійцями морської піхоти та 17 числа прибули на атол Трук у центральній частині Каролінських островів (тут ще до війни створили потужну базу японського ВМФ, з якої до лютого 1944-го провадились операції у цілому ряді архіпелагів). Тут кораблі перебували більше двох місяців, причому здійснили щонайменше по одному виходу («Кітакамі» 4—9 жовтня, «Оі» 29 жовтня — 3 листопада) для доставки підкріплень до якірної стоянки Шортленд — прикритої групою невеликих островів Шортленд акваторії біля південного завершення острова Бугенвіль, де зазвичай відстоювались бойові кораблі та перевалювались вантажі для подальшої відправки далі на схід Соломонових островів.
21 листопада 1942-го 9-ту дивізію розформували, а Кітакамі та Оі підпорядкували напряму командуванню Об'єднаним флотом. Надалі вони перейшли під командування Флоту Південно-західної зони (відповідав за операції на окупованих територіях Південно-Східної Азії), а з липня 1943-го увійшли до 16-ї дивізії крейсерів.